# Bahita furcifer
Bahita furcifer är en insektsart som beskrevs av Rauno E. Linnavuori 1959. Bahita furcifer ingår i släktet Bahita och familjen dvärgstritar. Inga underarter finns listade i Catalogue of Life.